# Chung kết Cúp C1 châu Âu 1970
Trận chung kết Cúp C1 châu Âu năm 1970 là trận chung kết thứ mười lăm của Cúp các đội vô địch bóng đá quốc gia châu Âu, ngày nay là UEFA Champions League. Đây là trận đấu giữa Feyenoord Rotterdam của Hà Lan và Celtic F.C. của Scotland trên San Siro, Milan, Ý vào ngày 6 tháng 5 năm 1970. Với bàn thắng ở phút thứ 117 nâng tỷ số lên 2–1 của tiền đạo người Thụy Điển Ove Kindvall, Feyenoord Rotterdam lần đầu tiên giành Cúp C1 châu Âu.

## Chi tiết trận đấu
| Feyenoord                  | 2–1 (h.p.) | Celtic      |
| -------------------------- | ---------- | ----------- |
| Israël 32' · Kindvall 116' |            | Gemmell 30' |

| Feyenoord | Celtic |

| FEYENOORD ROTTERDAM:                           |    |                        |  |       |
|                                                |    |                        |  |       |
| TM                                             | 1  | Eddy Pieters Graafland |  |       |
| HV                                             | 2  | Piet Romeijn           |  | 105+' |
| HV                                             | 4  | Theo Laseroms          |  |       |
| HV                                             | 3  | Rinus Israël (ĐT)      |  |       |
| HV                                             | 5  | Theo van Duivenbode    |  |       |
| TV                                             | 6  | Franz Hasil            |  |       |
| TV                                             | 7  | Wim Jansen             |  |       |
| TV                                             | 10 | Willem van Hanegem     |  |       |
| TV                                             | 8  | Henk Wery              |  |       |
| TĐ                                             | 9  | Ove Kindvall           |  |       |
| TĐ                                             | 11 | Coen Moulijn           |  |       |
| Dự bị                                          |    |                        |  |       |
| TV                                             | 15 | Guus Haak              |  | 105+' |
| Huấn luyện viên:                               |    |                        |  |       |
| Ernst Happel Trợ lý trọng tài Trọng tài thứ tư |    |                        |  |       |

| CELTIC:          |    |                    |  |     |
|                  |    |                    |  |     |
| TM               | 1  | Evan Williams      |  |     |
| HV               | 2  | David Hay          |  |     |
| HV               | 3  | Jim Brogan         |  |     |
| HV               | 4  | Billy McNeill (ĐT) |  |     |
| HV               | 5  | Tommy Gemmell      |  |     |
| TV               | 6  | Bobby Murdoch      |  |     |
| TV               | 7  | Bertie Auld        |  | 77' |
| TV               | 8  | Jimmy Johnstone    |  |     |
| TV               | 9  | Bobby Lennox       |  |     |
| TĐ               | 10 | William Wallace    |  |     |
| TĐ               | 11 | John Hughes        |  |     |
| Dự bị            |    |                    |  |     |
| TV               | 12 | George Connelly    |  | 77' |
| Huấn luyện viên: |    |                    |  |     |
| Jock Stein       |    |                    |  |     |